# Pierre Claverie
Pierre Lucien Claverie OP (ur. 8 maja 1938 lub 1939 w Algierze, zm. 1 sierpnia 1996) – algierski biskup katolicki, męczennik, biskup Oranu w latach 1981-1996, błogosławiony Kościoła katolickiego.

## Biografia
Urodził się w 1938 lub 1939 w Algierze, pochodząc z rodziny Francuzów. W 1948 dołączył do grupy harcerzy pod przewodnictwem dominikanów. Jego matka i siostra opuściły Algierię tuż przed uzyskaniem niepodległości w 1962 roku, podczas gdy jego ojciec wyjechał w lutym 1963 roku, kiedy przeszedł na emeryturę.
Po ukończeniu studiów i uzyskaniu tytułu licencjata odbył podróż do Grenoble we Francji, aby kontynuować naukę w college'u. Tam stanął w obliczu protestów przeciwko obecności Francji w Algierii i zdał sobie sprawę z ograniczeń francuskiego świata, w którym dorastał, co później nazwał „bańką kolonialną”.
Po wstąpieniu do zakonu dominikanów i otrzymaniu święceń prezbiteratu w 1965 pełnił funkcję rekolekcjonisty i kaznodziei. 25 maja 1981 otrzymał nominację na biskupa Oranu. Sakrę biskupią przyjął 2 października tegoż roku z rąk arcybiskupa Algieru, kard. Léona-Étienne Duvala.
Zginął 1 sierpnia 1996 w zamachu zorganizowanym przez ekstremistów islamskich. 26 stycznia 2018 papież Franciszek ogłosił dekret o jego męczeństwie, co otworzyło drogę do jego rychłej beatyfikacji.
Uroczyste jego i jego 18 towarzyszy wyniesienie do chwały błogosławionych nastąpiło 8 grudnia 2018 w sanktuarium Matki Bożej z Santa Cruz w Oranie pod przewodnictwem kard. Giovanni Angelo Becciu.